# Paradiset (2003)
Paradiset är en svensk drama- och thrillerfilm från 2003 i regi av Colin Nutley efter manus av Johanna Hald med Helena Bergström i huvudrollen. Filmen är baserad på Liza Marklunds roman Paradiset. 
Filmen hade premiär i Sverige den 28 februari 2003, utgiven av SF Studios. 

## Handling
Annika Bengtzon jobbar som redigerare på tidningen Kvällspressen. I Frihamnen har en jugoslav mördats och tidningen jobbar hårt för att få fram fakta. Bengtzon får ett telefonsamtal från en kvinna, Aida, som både polisen och den jugoslaviska maffian söker efter. Bengtzon tar henne till ett skyddshem för kvinnor, Paradiset. Trots att redaktionschefen inte vill att hon ska vara journalist börjar hon ändå undersöka Paradiset och upptäcker att kvinnan som leder detta, Rebecka Björkstig, har massor av konkurser och skulder bakom sig och försöker lura kommunen på pengar.

## Rollista
- Helena Bergström – Annika Bengtzon
- Suzanna Dilber – Aida Begovic
- Georgi Staykov – Ratko
- Niklas Hjulström – Thomas Samuelsson
- Örjan Ramberg – Anders Schyman
- Reine Brynolfsson – Spiken
- Brasse Brännström – Nils Langeby
- Ewa Fröling – Berit
- Maria Lundqvist – Eva-Britt Qvist
- Lisa Nilsson – Rebecka Björkstig
- Katarina Ewerlöf – Anne
- Lis Nilheim – Annikas mamma
- Inga Landgré – Annikas mormor
- Angela Kovács – Eleonor
- Lena T. Hansson – Mia Eriksson
- Carl Kjellgren – Bengtzons poliskälla
- Petar Vidovic
- Alexandra Mörner – Thomas Samuelssons kollega
- Jonas Malmsjö – Sven, Bengtzons fd. fästman
- Aida Gordon
- Mattias Ohlsson – Kassör på pantbanken
- Katarina Sandström – Nyhetsankare SVT
- Ulf Wallgren – Nyhetsankare SVT
- Lasse Bengtsson – Nyhetsankare TV4
- Kina Wileke – Nyhetsankare TV4
- Jimmy Carlberg – Redaktionsarbetare